# نمایش باید ادامه یابد (ترانه کوئین)
«نمایش باید ادامه یابد» (به انگلیسی: The Show Must Go On) نام ترانه‌ای از گروه راک انگلیسی کوئین است که دوازدهمین و آخرین تراک آلبوم سال ۱۹۹۱ آن‌ها با عنوان «کنایه» (به انگلیسی: Innuendo) را تشکیل می‌دهد. ترانه‌نویسی این آهنگ را به تمام اعضای کوئین نسبت می‌دهند اما در اصل توسط برایان می نگاشته شده‌است. «نمایش باید ادامه یابد» در واقع شرحی است بر تلاش‌های فردی مرکوری، خوانندهٔ گروه که علی‌رغم نزدیک شدن به پایان زندگیش هنوز به اجرای برنامه می‌پرداخت.
این ترانه به‌عنوان تک‌آهنگ (سینگل) و تبلیغی برای آلبوم Greatest Hits II گروه در ۱۴ اکتبر ۱۹۹۱ در انگلستان منتشر شد. تنها ۶ هفته پس از انتشار این ترانه فردی مرکوری درگذشت و این اتفاق سبب شد تا این آهنگ مجدداً وارد جدول‌های موسیقی انگلستان شده و مدت بیشتری را در جدول ۷۵ ترانهٔ برتر انگلیس نسبت به زمان انتشار اولیه‌اش باقی بماند و در نهایت نیز جایگاه شانزدهم را به‌خود اختصاص دهد.
نخستین اجرای زندهٔ «نمایش باید ادامه یابد» در ۲۰ آوریل ۱۹۹۲ در کنسرت یادبود فردی مرکوری، توسط سه عضو باقی‌ماندهٔ کوئین همراه با التون جان به‌عنوان خوانندهٔ اصلی و تونی یومی که گیتار ریتم آن را می‌نواخت اجرا شد. این اجرای زنده سپس در سومین آلبوم بهترین‌های کوئین (Queen's Greatest Hits III) گنجانده شد.

## اعضا
- فردی مرکوری: خوانندهٔ اصلی
- برایان می: گیتار، کیبورد، همخوان
- جان دکن: گیتار بیس
- راجر تیلور: درامز، همخوان

## چارت‌های موسیقی
| کشور          | بالاترین جایگاه |
| ------------- | --------------- |
| فرانسه        | ۲               |
| لهستان        | ۳               |
| ایتالیا       | ۶               |
| آلمان         | ۷               |
| هلند          | ۷               |
| سوییس         | ۱۱              |
| پادشاهی متحده | ۱۶              |
| کانادا        | ۱۸              |
| سوئد          | ۳۰              |
| استرالیا      | ۷۵              |

## برخی از بازاجراها
- التون جان این ترانه را در تور ۱۹۹۲ خود اجرا نمود.
- جیم برودبنت و نیکول کیدمن این ترانه را در فیلم موزیکال مولن روژ!، محصول ۲۰۰۱ اجرا کردند.
- شرلی بسی نسخه‌ای از این ترانه را برای آلبوم سال ۲۰۰۱ خود با عنوان «نمایش باید ادامه یابد» ضبط کرد.
- مایکل بال این آهنگ را برای آلبوم خود با عنوان «موسیقی» بازخوانی کرد.
- این ترانه یکی از آخرین ترانه‌هایی است که خوانندهٔ فرانسوی گرگوری لومارشال پیش از مرگش در ۲۰۰۶ خواند.
- گروه اسپرانتویی Kore این ترانه را به زبان اسپرانتویی بازخوانی کرد.
- این ترانه توسط گروه پاور متال آلمانی متالیوم برای آلبوم Nothing to Undo: Chapter Six بازاجرا شد.
- سلین دیون این ترانه را در تور ۲۰۰۸-۲۰۰۹ خود باعنوان Taking Chances Tour اجرا کرد.